# Београдске илустроване новине
Београдске илустроване новине биле су један од часописа у Кнежевини Србији и први илустровани часопис штампан у Београду. Излазиле су од јануара до децембра 1866. године, сваког 1. и 16. у месецу и изашло је укупно 24 броја. Издавач и уредник био је Милан Миловук, а штампане су у Државној штампарији у Београду. Садржај новина чинили су културно–историјски прилози и вести из Србије и света, књижевна дела (приче, басне, песме и сл.), ноте, практична упутства из економије, савети за гајење цвећа, шивење, вез, огласи за књиге, ребуси итд. Новине су биле богато илустроване цртежима градова, грађевина и српским и светским културним споменицима, гравирама познатих историјских личности.

## Циљеви уреднштва новина
У позиву на претплату као главни циљ Београдских илустрованих новина поставиле су - образовање народа, унапређење корисних знања и укуса, али не сувопарним начином, „него онако - да се свакоме омили”, или како су то наводили у новинама „за одржавање славне европске равнотеже народи дају своју најбољу радну снагу и велике новце....”
У својој уређивачкој политици Београдске илустроване новине биле су либерално оријентисане.

## Историја
Први број Београдских илустрованих новина, који је обележио настанак градске илустроване штампе, изашао је 1. јануара 1866. године, захваљујући залагању оснивача и уреднила Милана Миловука, једног од оснивача Београдског певачког друштва (1853), професора и директора Реалне гимназије у Београду.
Изласком фотографија као предложка за насловну страну новина она је постала позната по томе што такав приказ више није био резервисана само за светски познате магазине, као што су били оновремески енглески Illustrated London News или лајпцишки Illustrirte Zeitung, већ и за српске.
Оснивач новина Милан Миловук заправо је у Београду наставио рад свог оца, пештанског трговца Јосифа Миловука, једног од оснивача Матице српске и издавача, не само значајних књига свога времена већ и бакрореза са ликовима знаменитих Срба. Користећи се свим могућности тадашње штампарске технике, Миловук је издавао поред Београдских илустрованих новина, и Илустровани календар и Илустровани свет, Науку о музици са 35 у тексту уштампаних дрворезних слика (1867).
Новине које су излазиле сваког 1. и 16. у месецу током читаве 1866. године, настала као потребе београдске елите за живим представљањем ликова славних људи али и за илустрацијама разних новела, басни, поучних састава и пре свега - светских догађаја.
Током друге половине 19. века Србија се после поновног доласка на власт династије Обреновић (1858) мења, наступа време образованијих чиновника и више писмености, а са њом и српска читалачка публика значајно расте Државна штампарија у Београду основана је 1831. године, а од 1858. године отварају се и прве приватне штампарије. Како је, штампа књига и новина било скупо (поготово оних са илустровани прилозима), читање новина и књига било је луксуз намењен богатијем свету.
У новинама се из броја у број мењала ксилографије кнеза Михаила, Узун-Мирка Апостоловића, Доситеја Обрадовића, Мише Анастасијевића, са ребусима, научним открићима, политичким анализама. Нису биле запостављене ни вести из света. Београђани су на објављеним новинским могли видети изглед Стамбола, Париза, Јерусалима, катакомби у Риму, Букурешт, Анкону, Напуљ, Милано, Попокатепетл у Мексику, Кинески зид, Лондон, острво Мадеру... али и зграду Америчког Конгреса у Вашингтону - која је тада била у изградњи!
Новине су се продавале у претплати и коштале су, како пише на насловној страни првог броја, „на год. 60 гр., на по' год. 30 гр.” (гроша). У последњем броју уредник саопштава да лист престаје да излази због материјалних потешкоћа.

## Дигитализација
На сајту Дигитална Библиотека града Београда могу се наћи дигитализовани сви бројеви ових новина. Лист је такође сачуван и дигитализован у Народној библиотеци Србије и Библиотеци Матице српске.
- Изложба у Библиотеци града Београда поводом 150 година од објављивања првог илустрованог часописа штампаног у Београду (1866)